# Luddkörsbär
Luddkörsbär (Prunus tomentosa) är en art i familjen rosväxter. Arten är utbredd från centrala Kina till Mongoliet och Korea. Luddkörsbär odlas som prydnadsväxt i Sverige.
Frukterna är mindre smakrika än surkörsbär (P. cerasus) men kan användas till saft, sylt, vin och konservering.

## Synonymer
Amygdalus tomentosa (Thunberg) K.Koch
Cerasus tomentosa (Thunberg) Loisel. ex Nouv.
Cerasus tomentosa var. pendula B.Y.Feng & S.M.Xie
Microcerasus tomentosa (Thunberg) G.V.Eremin & A.A.Yushev
Microcerasus tomentosa f. batalinii (C.K.Schneider) G.V.Eremin & A.A.Yushev
Microcerasus tomentosa f. cinerascens (Franchet) G.V.Eremin & A.A.Yushev
Prunus batalinii (C.K.Schneider) Koehne
Prunus cinerascens Franchet
Prunus tomentosa Thunberg
Prunus tomentosa var. batalinii C.K.Schneider
Prunus tomentosa var. brevifolia Koehne
Prunus tomentosa var. endotricha Koehne
Prunus tomentosa var. insularis Koehne
Prunus tomentosa var. kashkarovii Koehne
Prunus tomentosa var. souliei Koehne
Prunus tomentosa var. trichocarpa (Bunge) Koehne
Prunus trichocarpa Bunge